# 謝爾曼鎮區 (堪薩斯州渥太華縣)
謝爾曼鎮區（英語：Sherman Township）為美國堪薩斯州渥太華縣轄下的鎮區。2010年美国人口普查中此鎮區人口有55人。

## 地理
謝爾曼鎮區涵蓋總面積為93.7平方（36.17平方英里），其中陸地面積為93.7平方（36.17平方英里），水域面積為0平方（0.00平方英里）或0.00%。

## 人口統計
根據2010年美國人口普查，謝爾曼鎮區人口有55人，其中男性有25人，女性有30人，人口密度為每平方公里0.59人，住房計28戶。鎮區內的白人有55人，非裔美國人有0人，美洲原住民有0人，亞裔美國人有0人，太平洋島裔美國人有0人，其他種族有0人，混血種族則有0人。此外鎮區內有0人為西班牙裔或拉丁裔美國人。此鎮區之年齡中位數為42.8歲，而男性年齡中位數為51.3歲，女性年齡中位數為32.3歲。